# إيفانز سوليغو
إيفانز سوليغو (بالإيطالية: Evans Soligo)‏ (14 يناير 1979 في إيطاليا - ) هو لاعب كرة قدم إيطالي في مركز الوسط. لعب مع نادي باليرمو ونادي تريستينا ونادي ساليرنيتانا ونادي سبال ونادي فيتشينزا ونادي فينيزيا ونادي لوميتساني وهيلاس فيرونا وSSD Calcio San Donà ‏ وPaganese Calcio 1926 ‏ وASD Victor San Marino ‏ وDelta Calcio Porto Tolle SSD ‏.

## وصلات خارجية
- إيفانز سوليغو على موقع قاعدة بيانات كرة القدم.إي يو (الإنجليزية)
- إيفانز سوليغو على موقع Soccerway.com (الإنجليزية)
- إيفانز سوليغو على موقع عالم كرة القدم.نت (الإنجليزية)